# بیسو (مادرید)
بیسو (به اسپانیایی: El Viso) یک محله و منطقهٔ مسکونی در شهر مادرید است که در منطقهٔ چامارتین واقع شده‌است.
این محله در حال حاضر ثروتمندترین محلهٔ پایتخت اسپانیا محسوب می‌شود.